# 黑蛹笔螺
黑蛹笔螺（学名：Vexillum curviliratum），是新腹足目蛹笔螺科蛹笔螺属的一种。主要分布于马来西亚、印度尼西亚、台湾，常栖息在离岸至水深20米。